# ラーナロップ〜魔女の呼び声
『ラーナロップ〜魔女の呼び声』（スウェーデン語：Ranarop、英語：Ranarop — Call of the Sea Witch）はヤァラルホーンによる最初のアルバム。1997年にワーナー・ミュージック・フィンランドからリリース（日本発売はダブリューイーエー・ジャパンから2000年1月26日）。フィンランドの「フォークミュージック・レコード・オヴ・ザ・イヤー1997」に選定された。
リワーク・リミックス・リマスター版（未リリースのボーナストラックを含む）が2002年11月に出た。

## 曲目
1. イントロ "Intro"  - 1:27
2. 王様と魔女 "Konungen och trollkvinnan (The King and the enchantress)" - 5:20
3. 紳士オロフ "Herr Olof (Master Olof)" - 4:14
4. 去年 "I fjol så (Last year)" - 3:05
5. 太陽への祈り/雷鳴 "Solbön/Åskan (Prayer for sun/Thunder)" - 6:28
6. オ＝ヴァルス（ノン・ワルツ） "O-vals (Non-Waltz)" - 3:39
7. 気をつけて乗って "I riden så... (Ye ride so carefully)"  - 4:28
8. 人魚と王女 "Sjöjungfrun och konungadottern (The Mermaid and the princess)"  - 6:40
9. フォークソング "Folkesongen (Folk song)" - 4:25
10. エルヴィラのワルツ/オラヴァイのメヌエット "Elviras vals/Oravais menuett (Elvira's waltz/Oravais minuet)" - 5:12
11. ヤルデルの歌 "Eldgjald (Gjalder song)" - 4:13
12. ラムンデル "Ramunder"  - 4:05
13. 呼び声 "Kulning (Calling)" - 1:49
14. エピローグ "Reindeer Dreaming" (bonus track)  - 7:04